# Relatoría sobre los Derechos de las Personas Lesbianas, Gays, Bisexuales, Trans e Intersex de la CIDH
La Relatoría sobre los Derechos de las Personas Lesbianas, Gays, Bisexuales, Trans e Intersex es una de las trece relatorías temáticas de la Comisión Interamericana de Derechos Humanos (CIDH). Este mecanismo especializado fue creado para promover y proteger los derechos humanos de las personas LGBTI en las Américas. Su creación responde al reconocimiento de que estas poblaciones han estado históricamente expuestas a graves formas de discriminación, violencia, persecución y exclusión debido a su orientación sexual, identidad y expresión de género, así como por su diversidad corporal. Se creó el 1 de febrero de 2014.

## Antecedentes
La Comisión Interamericana comenzó a abordar de manera sistemática las violaciones de derechos humanos contra personas LGBTI en el marco de su Plan Estratégico 2011-2015, mediante la adopción del Plan de Acción 4.6.i. En marzo de 2011, durante su 141.º período de sesiones, la CIDH tomó la decisión de otorgar un énfasis temático especial a estos derechos.
Posteriormente, en noviembre de 2011, durante el 143.º período de sesiones, la Comisión estableció una Unidad LGBTI dentro de su Secretaría Ejecutiva, con el fin de consolidar su trabajo en esta área. Esta unidad se hizo plenamente operativa en febrero de 2014, transformándose oficialmente en la Relatoría sobre los Derechos de las Personas LGBTI el 1 de febrero de ese año.

## Mandato y funciones
La Relatoría tiene como mandato principal monitorear la situación de los derechos humanos de las personas LGBTI en la región, lo que se lleva a cabo mediante diversas funciones:
- Asesorar a la CIDH en la tramitación de peticiones individuales y medidas cautelares relacionadas con orientación sexual, identidad y expresión de género.
- Emitir recomendaciones dirigidas a los Estados miembros de la OEA sobre legislación, políticas públicas e interpretación judicial en materia de derechos LGBTI.
- Realizar visitas de observación y recopilar información a través de audiencias públicas, informes, y trabajo con organizaciones de la sociedad civil.
- Visibilizar las violaciones de derechos humanos contra personas LGBTI y promover el respeto a sus derechos fundamentales.

## Titulares de la relatoría
La Relatoría está a cargo de un Comisionado o Comisionada nombrada por el pleno de la Comisión.
- Tracy Robinson (2011-2015).
- Francisco Eguiguren Praeli (2016-2018).
- Flávia Piovesan (2018-2021).
- Roberta Clarke (2022-2024).
- Arif Bulkan (2025-presente).

## Impacto y desafíos
Desde su creación, la Relatoría sobre los Derechos de las Personas LGBTI ha contribuido significativamente al fortalecimiento del sistema interamericano de derechos humanos, tanto en materia de protección como en la generación de estándares. Uno de los principales canales de incidencia ha sido la litigación ante la Corte Interamericana de Derechos Humanos, especialmente en casos que han permitido avanzar en el reconocimiento de los derechos de las personas LGBTI como parte del orden público interamericano. Entre los casos contenciosos más relevantes que ha promovido o acompañado la CIDH se encuentran:
- Caso Atala Riffo y niñas Vs. Chile (2012): primer caso sobre discriminación por orientación sexual decidido por la Corte IDH.
- Caso Duque Vs. Colombia (2016): relacionado con el derecho a la pensión de sobrevivencia en parejas del mismo sexo.
- Caso Flor Freire Vs. Ecuador (2016): vinculado a la discriminación por orientación sexual en el ámbito laboral dentro de las Fuerzas Armadas.
- Caso Azul Rojas Marín y otra Vs. Perú (2020): primer caso en que la Corte IDH reconoció explícitamente la violencia sexual como una forma de tortura motivada por la identidad de género.
- Caso Vicky Hernández y otras Vs. Honduras (2021): caso emblemático sobre violencia estructural y transfeminicidio.
- Caso Pavez Pavez Vs. Chile (2022): vinculado a la exclusión de una docente de religión debido a su orientación sexual.
- Caso Olivera Fuentes Vs. Perú (2023): referido a la discriminación de una pareja del mismo sexo.

Además del litigio, la Relatoría ha desarrollado misiones de observación y visitas in loco en distintos países para documentar situaciones de riesgo y promover el respeto a los derechos humanos de personas LGBTI. En enero de 2020, en el contexto de la crisis social chilena, la CIDH realizó una visita a Chile con el fin de observar en terreno las consecuencias de las protestas iniciadas en octubre de 2019. Durante dicha visita, la Comisión recogió información preocupante sobre actos de violencia y discriminación cometidos por agentes estatales contra personas LGBTI. Se documentaron testimonios de detenciones arbitrarias, violencia física y sexual basada en la orientación sexual y la expresión de género, incluyendo amenazas de “violación correctiva” contra jóvenes lesbianas y agresiones sexuales contra personas LGBTI privadas de libertad.
No obstante estos avances, la Relatoría enfrenta importantes desafíos estructurales. Las personas LGBTI en la región continúan siendo víctimas de violencia por prejuicio, exclusión social, discursos de odio, prácticas médicas no consentidas —particularmente contra personas intersex— y medidas regresivas que vulneran su derecho a la identidad y expresión de género. Asimismo, persisten obstáculos en el acceso a la justicia, a servicios básicos y a la participación política. En este contexto, el trabajo de la Relatoría sigue siendo clave para consolidar estándares de protección, promover reformas legislativas y fortalecer la rendición de cuentas de los Estados ante el sistema interamericano.